# راي كودر
راي كودر (بالإنجليزية: Ry Cooder)‏ (و. 1947 – م) هو عازف قيثارة، ومغني، وملحن، وعالم موسيقى من الولايات المتحدة الأمريكية. ولد في لوس أنجلوس.

## التعليم
تعلم في كلية ريد.

## وصلات خارجية
- راي كودر على موقع IMDb (الإنجليزية)
- راي كودر على موقع الموسوعة البريطانية (الإنجليزية)
- راي كودر على موقع ألو سيني (الفرنسية)
- راي كودر على موقع ميوزك برينز (الإنجليزية)
- راي كودر على موقع رولينغ ستون (الإنجليزية)
- راي كودر على موقع أول موفي (الإنجليزية)
- راي كودر على موقع قاعدة بيانات الأفلام السويدية (السويدية)
- راي كودر على موقع إن إن دي بي (الإنجليزية)
- راي كودر على موقع أول ميوزيك (الإنجليزية)
- راي كودر على موقع ديسكوغز (الإنجليزية)

راي كودر في قاعدة بيانات الأفلام على الإنترنت